# Bazmaghbyur
Bazmaghbyur (en arménien Բազմաղբյուր ; jusqu'en 1949 Takia) est une communauté rurale du marz d'Aragatsotn, en Arménie. Elle compte 1 079 habitants en 2009.